# Griffoens Geel
Griffoens Geel was een Belgische ijshockeyclub uit Geel.

## Historiek
De club werd opgericht in 1981. De club won in 1990 de Beker van België en werd in 1996 landskampioen. In 2002 hield de club op te bestaan nadat bekend werd dat schaatsbaan Den Bruul werd omgevormd tot een binnenspeeltuin.

## Erelijst
- Landskampioen[4]: 1996
- Vice-landskampioen[1]: 1989, 1991, 1992, 1994 en 1997
- Bekerwinnaar: 1990

## Bekende (ex-)spelers
- Ben Quesnel[5]
- 🇹🇩 Johan Vanspringel
- 🇹🇩 Tim Vos
- Björn Steijlen